# Kapetan Miki
Kapetan Miki je junak "kaubojskih" stripova skupine autora pod pseudonimom EsseGesse u izdanju izdavačke kuće Dardo.

## Podatci o junaku stripa
Kapetan Miki je pripadnik korpusa rendžera iz Nevade smještenog u Fort Coulveru. Odgojio ga je stari vojni izviđač zvan Smuk (Doppio Rhum u talijanskim izdanjima). Njihov nerazdvojni prijatelj je Doktor Salasso. Zapovjednik Fort Coulvera je pukovnik Brown dok je njegova kći Susy djevojka Kapetana Mikija. Još jedan od vjernih pratitelja glavnog junaka u serijalu je njegov konj Napoleon.

## Podatci o autoru
Autori (scenaristi i crtači) bili su torinski trojac Giovanni Sinchetto, Dario Guzzon i Pietro Sartoris skrivajući se iza pseudonima EsseGesse i Franco Bignotti.

## Podatci o stripu u kojem se pojavljuje
Kapetan Miki prvi put je izašao u striscia formatu u ediciji Collana Scudo koju je izdavačka kuća Dardo izdavala od 1951. do 1967. Brojni reprinti i novije epizode izlazili su u raznim edicijama: Raccolta Scudo, Collana Prateria, Raccolta Miki, Gli Albi di Capitan Miki, Raccolta Miki a Colori, Miki i Blek Gigante.
U bivšoj Jugoslaviji, Kapetan Miki je izlazio u ediciji Zlatna Serija novosadskog Dnevnika. Početkom Domovinskog rata, u Hrvatskoj je prestala distribucija svih tiskanih izdanja iz Srbije pa je 1993. izdavačka kuća Porin-Strip iz Zagreba preuzela Kapetana Mikija što je potrajalo samo 5 brojeva. Od 2011. Kapetan Miki izlazi u izdanju izdavačke kuće Ludens iz Zagreba.